# Yosvane Despaigne
Yosvane Oreidis Despaigne Terry (Cienfuegos, 13 de abril de 1976) es un deportista cubano que compitió en judo.
Ganó dos medallas en los Juegos Panamericanos, en los años 1999 y 2003, y cinco medallas en el Campeonato Panamericano de Judo entre los años 1996 y 2004. 	
Participó en tres Juegos Olímpicos de Verano entre los años 1996 y 2004, su mejor actuación fue un noveno puesto logrado en Atlanta 1996 en la categoría de –86 kg.

## Palmarés internacional
| Juegos Panamericanos    | Juegos Panamericanos            | Juegos Panamericanos | Juegos Panamericanos |
| Año                     | Lugar                           | Medalla              | Categoría            |
| ----------------------- | ------------------------------- | -------------------- | -------------------- |
| 1999                    | Winnipeg (Canadá)               | Medalla de bronce    | –90 kg               |
| 2003                    | Santo Domingo (Rep. Dominicana) | Medalla de bronce    | –90 kg               |
| Campeonato Panamericano |                                 |                      |                      |
| Año                     | Lugar                           | Medalla              | Categoría            |
| 1996                    | San Juan (Puerto Rico)          | Medalla de bronce    | –86 kg               |
| 1997                    | Guadalajara (México)            | Medalla de bronce    | –86 kg               |
| 1998                    | Santo Domingo (Rep. Dominicana) | Medalla de bronce    | –90 kg               |
| 2002                    | Santo Domingo (Rep. Dominicana) | Medalla de oro       | –90 kg               |
| 2004                    | Isla de Margarita (Venezuela)   | Medalla de bronce    | –90 kg               |